# 2022-es angol labdarúgókupa-döntő
A 2022-es angol labdarúgókupa-döntő a 141. döntő a világ legrégebbi labdarúgó-versenyének, az FA-kupának a történetében. 2022. május 14-én rendezték a londoni Wembley Stadionban. A 2022-es ligakupa-döntőhöz hasonlóan itt is a Chelsea és a Liverpool mérkőzött meg egymással. Ez mindössze a második alkalom, hogy mindkét döntőben ugyanazok a csapatok vesznek részt (1993-ban ezt az Arsenal és a Sheffield Wednesday érte el). Az Egyesült Királyságban a mérkőzést a BBC One és az ITV közvetíti élő adásban, a BBC Radio 5 Live és a talkSPORT rádióállomások mellett.
A kupa győztese kvalifikál a 2022–2023-as Európa-liga csoportkörébe és megmérkőzik a Premier League bajnokával a 2022-es szuperkupában, azzal az egy kivétellel, ha a kupagyőztes bajnok is lesz. Ezen esetben a döntő másik résztvevője játszik a bajnok ellen. Ha a kupagyőztes a Premier League első öt helyének egyikén végez, akkor az Európa-liga helyet a bajnoki hatodik kapja.

## Út a döntőig

### Chelsea
| Forduló                                                         | Ellenfél            | Eredmény |
| --------------------------------------------------------------- | ------------------- | -------- |
| 3.                                                              | Chesterfield (H)    | 5–1      |
| 4.                                                              | Plymouth Argyle (H) | 2–1      |
| 5.                                                              | Luton Town (V)      | 3–2      |
| ND                                                              | Middlesbrough (V)   | 2–0      |
| ED                                                              | Crystal Palace (S)  | 2–0      |
| Jelmagyarázat: (H) = Hazai pályán; (V) = Vendég; (S) = Semleges |                     |          |

### Liverpool
| Forduló                                                         | Ellenfél              | Eredmény |
| --------------------------------------------------------------- | --------------------- | -------- |
| 3.                                                              | Shrewsbury Town (H)   | 4–1      |
| 4.                                                              | Cardiff City (H)      | 3–1      |
| 5.                                                              | Norwich City (H)      | 2–1      |
| ND                                                              | Nottingham Forest (V) | 1–0      |
| ED                                                              | Manchester City (S)   | 3–2      |
| Jelmagyarázat: (H) = Hazai pályán; (V) = Vendég; (N) = Semleges |                       |          |

## Mérkőzés
| 2022. május 14. 16:45 (UTC±00:00) |

| Chelsea                                                     | 0–0 (h. u.) | Liverpool                                                       |
| ----------------------------------------------------------- | ----------- | --------------------------------------------------------------- |
|                                                             |             |                                                                 |
| Büntetőpárbaj                                               |             |                                                                 |
| Alonso César Azpilicueta James Barkley Jorginho Zíjes Mount | 5–6         | James Milner Thiago Firmino Alexander-Arnold Mané Jota Cimíkasz |

| Wembley Stadion, London Játékvezető: Craig Pawson |

| Chelsea | Liverpool |

| KA            | 16 | Édouard Mendy      |     |           |
| V             | 14 | Trevoh Chalobah    |     | 105'      |
| V             | 6  | Thiago Silva       |     |           |
| V             | 2  | Antonio Rüdiger    |     |           |
| JKP           | 24 | Reece James        | 77' |           |
| KP            | 5  | Jorginho (c)       |     |           |
| KP            | 8  | Mateo Kovačić      |     | 66'       |
| BKP           | 3  | Marcos Alonso      |     |           |
| JCS           | 19 | Mason Mount        |     |           |
| BCS           | 10 | Christian Pulisic  |     | 105'      |
| CS            | 9  | Romelu Lukaku      |     | 85'       |
| Cserék:       |    |                    |     |           |
| KA            | 1  | Kepa Arrizabalaga  |     |           |
| V             | 28 | César Azpilicueta  |     | 105'      |
| V             | 31 | Malang Sarr        |     |           |
| KP            | 7  | N’Golo Kanté       |     | 66'       |
| KP            | 12 | Ruben Loftus-Cheek |     | 105' 119' |
| KP            | 17 | Saúl               |     |           |
| KP            | 18 | Ross Barkley       |     | 119'      |
| KP            | 22 | Hakím Zíjes        |     | 85'       |
| CS            | 11 | Timo Werner        |     |           |
| Menedzser:    |    |                    |     |           |
| Thomas Tuchel |    |                    |     |           |

| KP           | 1  | Alisson                 |  |      |
| JV           | 66 | Trent Alexander-Arnold  |  |      |
| V            | 5  | Ibrahima Konaté         |  |      |
| V            | 4  | Virgil van Dijk         |  | 90'  |
| BV           | 26 | Andrew Robertson        |  | 111' |
| KP           | 8  | Naby Keïta              |  | 74'  |
| KP           | 14 | Jordan Henderson (c)    |  |      |
| KP           | 6  | Thiago                  |  |      |
| JCS          | 11 | Mohamed Szaláh          |  | 33'  |
| CS           | 10 | Sadio Mané              |  |      |
| BCS          | 23 | Luis Díaz               |  | 98'  |
| Cserék:      |    |                         |  |      |
| KP           | 62 | Caoimhín Kelleher       |  |      |
| V            | 12 | Joe Gomez               |  |      |
| V            | 21 | Konsztandínosz Cimíkasz |  | 111' |
| V            | 32 | Joël Matip              |  | 90'  |
| KP           | 7  | James Milner            |  | 74'  |
| KP           | 17 | Curtis Jones            |  |      |
| CS           | 9  | Roberto Firmino         |  | 98'  |
| CS           | 20 | Diogo Jota              |  | 33'  |
| CS           | 27 | Divock Origi            |  |      |
| Menedzser:   |    |                         |  |      |
| Jürgen Klopp |    |                         |  |      |

| Játékvezető-asszisztens: Dan Cook Edward Smart Negyedik játékvezető: David Coote Tartalék játékvezető: Dan Robathan Videóbíró: Paul Tierney Videobíró asszisztense: Simon Bennett | Szabályok - 90 perc játékidő - 30 perc hosszabbítás döntetlen esetén, ha ezt követően szükséges, büntetőpárbaj - Kilenc nevezhető csere - Öt cserelehetőség, hosszabbítás esetén plusz egy cserelehetőség |